# Мій милий
«Мій милий» («Айналайын») — радянський телефільм 1991 року, знятий режисером Болатом Калимбетовим на студії «Мірас».

## Сюжет
Сувора, місцями пронизлива лірична розповідь про повсякденне й часом безвихідне життя в казахській провінційній глибинці. Через долі двох молодих закоханих підлітків простежується соціальна драма покоління. Руйнівні наслідки вибухів на атомному, тепер уже спорожнілому, полігоні не проходять безслідно для становлення та формування характеру юного героя та його покоління.

## У ролях
- Санали Джетпесбаєва — Жанар
- Фархад Сайфуллін — Алішер
- Єрболат Оспанкулов — Болат
- Алтинбек Кенжеков — вчитель
- Касим Жакібаєв — дід Хасан
- Айгуль Бекназарова — роль другого плану
- Є. Колибаєв — роль другого плану
- Ж. Жолдибаєв — роль другого плану
- Г. Косшибаєва — роль другого плану
- Сапаралі Рискієв — роль другого плану
- Б. Бейсенбаєв — роль другого плану
- А. Жазалієв — роль другого плану
- Байкенже Бельбаєв — роль другого плану
- Альбіна Каракулова — роль другого плану
- М. Сидикова — роль другого плану
- Дімаш Ахімов — роль другого плану
- Є. Рисалієва — роль другого плану
- Б. Толегенов — роль другого плану
- Б. Кошеров — роль другого плану
- Б. Канатов — роль другого плану
- Х. Базарбаєв — роль другого плану
- Є. Телегенов — роль другого плану
- Д. Кожаханов — роль другого плану
- Сарсен Баймуханов — роль другого плану

## Знімальна група
- Режисер — Болат Калимбетов
- Сценарист — Алішер Сулейменов
- Оператор — Талгат Тайшанов
- Композитор — Тулеген Мухамеджанов
- Художник — Марат Сарсенбаєв